# Тит Ливије
Тит Ливије (лат. Titus Livius; рођен 59. п. н. е.— умро 17. године наше ере) био је највећи историчар из времена првог римског цара Августа. Постоји дилема да ли је Тит Ливије рођен 59. или 64. п. н. е, али се као највероватнија година обично узима 59. п. н. е. Тит Ливије је рођен у граду Патавијуму који је данас модерни град Падова.
Ливије је саставио римску историју Од оснивања Града (лат. Ab Urbe Condita) у којој је обухватио период од 753. године п. н. е., када је Рим по традицији основан, до свог времена и смрти царевог посинка Друза Старијег 9. године п. н. е. Своју историју поделио у 142 књиге, али су од тога сачуване у целини само 35 (првих десет и од 21. до 45. уз празнине у тексту од 40. до 45. књиге). Садржај осталих познат нам је из каснијих епитома и других бележака. Захваљујући похвалном тону његовог дела и стилу писања, Тит Ливије је био још од антике радо читан историчар неретко сматран за узор. Био је у добрим односима са члановима династије Јулије-Клаудије и био је пријатељ Августа, чијег је младог унука, будућег цара Клаудија, подстицао да се бави писањем историје.

## Живот и дело
Ливије је рођен 59. године п. н. е. у Падови, Италија. Детаљни подаци о Ливијевом животу нису познати. Такође нису доступни ни подаци о његовим родитељима осим да су припадали провинцијској елити; иако нису били претерано богати могли су свом сину пружити квалитетно образовање. Ливије је имао потешкоћа са грчким језиком те се може претпоставити да није имао прилику да добије високо образовање нпр. у Атини, за разлику од младића из најбогатијих породица којима је бар посета грчкој академији била готово обавеза.
У младости је добио је темељито реторско образовање. Реторика, односно говорништво, било је веома цењена вештина у Риму, а нарочито је била потребна у Сенату и политици уопште. Захваљујући чињеници да је његова породица била добростојећа Ливије је могао читав свој живот неометано посветити свом литерарном раду. У доби од 30 година преселио се у Рим али је задржао стилске и језичке особености родног града. Ливије није изгубио свој завичајни акценат ни након година проведених у Риму. Можда су га због тога у римским високим друштвеним круговима увек посматрали као дошљака. Упркос томе, Ливије је успео брзо да стекне углед значајног историчара те је као такав био прихваћен већ и код својих савременика.
Своје прве делове Аб Урбе Кондита објавио је око 26. године п. н. е. У то време већ је био у Риму и имао је око 30 година живота. Просечан Римљанин је у том животном добу био ожењен и имао децу. Квинтилијан (око. 35 –100. године, римски реторичар, пореклом из Хиспаније) пише да је Ливије имао сина и кћер. Поткрај живота Ливије се вратио у родни град, где је 17. године и умро.
Ни о Ливијем карактеру нема много података осим оних неколико наведених у анегдотама будућих историчара. Ливије је био озбиљан младић (а тај се утисак стиче и читањем његових текстова), са мало смисла за иронију или хумор али са дубоким разумевањем људске психологије и много саосјећаја за сиромашне.
Август је 27. године п. н. е. постао први римски император, а Ливије је имао његову наклоност. Иако га је, према Тациту, Август понекад називао Помпејац због Ливијеве про-републиканске оријентације, њих су двојица ипак били у добрим односима. У таквим околностима Ливије се могао посветити писању Аб Урбе Кондита у којем је славио Рим и свог императора. Осим тога, Ливије је био задужен и за образовање будућег римског императора Клаудија.
Тит Ливије, превасходно чувен по својој елоквенцији и истинољубивости, тако је узвисио Помпеја у свом хвалоспеву да га је Август назвао Помпејанус, али то ипак није била препрека њиховом пријатељству.
(Pompejac - prema imenu Gneja Pompeja Velikog, 106. godine p. n. e. - 48. godine p. n. e., vojnog i političkog lidera u vreme kasne Rimske рepublike. Pompej je bio provincijskog porekla, ali nakon vojnih pobeda osigurao je mesto među plemstvom Rima i prozvan Veliki u znak priznanja njegovim uspesima.)
Сам наслов дела Аб Урбе Кондита - Откад је град основан (од оснивања града (Рима) изражава обим и магнитуду Ливијевог подухвата. Ливијево писање је мешавина хронологије догађаја и директног казивања с честим прекидима како би најавио избор нових конзула, пошто су стари Римљани на тај начин пратили проток година. У Ливијево време (односно након разарања Картаге и грчких градова), иако моћна империја, Рим је био у кризи морала. Моћни и богати одали су се уживањима и декаденцији, а у сиромашним слојевима је расло незадовољство. Ливије је веровао да је било могуће повратити моралне вредности те је у том смислу усмеравао садржај и поруку свог дела.
Највећи део својих радова Ливије је написао током владавине Августа. Већ је наведено да се код Ливија осећала приврженост према некадашњој Републици; осим тога он је изражавао и жељу за њеним обнављањем. Нажалост, пошто Ливијеве књиге на тему пада републике и Августовог успона нису преживеле зуб времена и утицај човека, нема чврстих доказа за претходну тврдњу. Свакако да је Ливије преиспитивао вредности које су биле присутне у новом режиму, али ипак је његово становиште било сложеније од пуког преферирања републике на штету империје. Ни сам Август није Ливију замерао такав став, чак га је одредио за Клаудијевог тутора, а та Августова одлука има већи значај узме ли се у обзир његово сродство са Клаудијем. Ливијев утицај на Клаудија постао је очит током Клаудијеве владавине и приметан у његовим говорима због подударности са Ливијевом интерпретацијом римске историје.

## Књиге
Књиге су заправо биле свици са количином текста који отприлике стане на шездесетак страна књиге џепног формата. Процењује се да је укупно било нешто мање од десет хиљада страница. Свици у били груписани у пентаде и декаде, односно комплете од по пет и десет свитака. Укупан оригиналан Ливијев рад састојао се од 142 књиге од којих је тек 35 преживело до данашњег времена. Фрагменти су пронађени на разним местима; од Ватикана до Египта, скраћене верзије - ту су и епитоме, спискови тема његових књига. Свакако да требамо бити захвални непознатом писару који је сачинио епитоме свих Ливијевих књига. Ови сачувани документи омогућили су прилично добар увид у преглед тема о којима је Ливије писао а добрим делом и њихов садржај. Periochae су такође биле веома важне за реконструкцију изгубљеног дела Ливијевог рада.
Ливије је своју историју поделио прво на поједине књиге, те је онда књиге према садржини груписао у веће одељке, а некима од тих одељака је чак дао и посебне уводе, нпр. уз 21. књигу. Нама је међутим Ливијева историја остала сачувана у декадама: изгледа да је та подела веома стара и да је о њој донекле водио рачуна и сам писац. Од целокупног дела сачуване су нам непосредно само прва, трећа, четврта и половина пете декаде, дакле књиге 1–10. и 21–45, које обрађују период од оснивања Рима до трећег самнитског рата (753–293. године п. н. е.), те од другог пунског рата до победе Луција Емилија Паула над Македонијом у трећем македонском рату (218–167. године п. н. е.). За реконструкцију осталих делова, поред неколико непосредних фрагмената, послужили су списи у којима су наведени поједини изводи из Ливијевог рада: то су, пре свега, сажеци који претходе свакој књизи (осим 136. и 137) те радови неких мање значајних историчара као што је Еутропије.
Историја Рима је такође послужила као покретачка снага иза „северне теорије“ о пореклу Етрураца. То је зато што у књизи Ливије наводи: „Грци их називају и 'Тиренима' и 'Јадранцима ... Алпска племена су несумњиво исте врсте, посебно Раети, који су кроз природу своје земље постали тако нецивилизовани да нису задржали никакав траг од свог првобитног стања осим свог језика, па чак ни овај није био без кварења“. Тако су многи научници, попут Карла Отфрида Милера, користили ову изјаву као доказ да су Етрурци или Тирени мигрирали са севера и да су потомци алпског племена познатог као Раети.

## Пријем

### Империјално доба
Ливијева Историја Рима била је веома тражена од тренутка када је објављена и остала је таква током првих година царства. Плиније млађи је известио да је Ливијева славна личност била веома широко позната. Тако је на пример један човек из Кадиса путовао у Рим и назад само са циљем да га упозна. Ливијево дело је било извор за каснија дела Аурелија Виктора, Касиодора, Еутропија, Феста, Флора, Гранија Лицинијана и Оросија. Јулије Обсеквенс је користио Ливија, или извор са приступом Ливију, да састави свој De Prodigiis, извештај о натприродним догађајима у Риму од конзулата Скипиона и Лелија до Павла Фабија и Квинта Елија.
Ливије је писао за време владавине Августа, који је дошао на власт након грађанског рата са генералима и конзулима који су тврдили да бране Римску републику, као што је Помпеј. Патавијум је био про-Помпејски. Да би разјаснио свој статус, победник грађанског рата, Октавијан Цезар, желео је да узме титулу Ромул (први краљ Рима), али је на крају прихватио сенатски предлог Августа. Уместо да укине републику, он је њу и њене институције прилагодио царској власти.
Историчар Тацит, који је писао око једног века након Ливијевог времена, описао је цара Августа као његовог пријатеља. Описујући суђење Кремуцију Корду, Тацит га представља како се бранио лицем у лице са намрштеним Тиберијем на следећи начин:
Кажу да сам хвалио Брута и Касија, чије су каријере многи описивали, а нико их није спомињао без хвалоспева. Тит Ливије, изузетно познат по елоквенцији и истинитости, величао је Кн. Помпеја у таквом панегирику да га је Август назвао Помпејаном, а ипак то није била препрека њиховом пријатељству.
Ливијеви разлози за повратак у Падову након Августове смрти (ако јесте) су нејасни, али околности Тиберијеве владавине свакако дозвољавају спекулације.

### Касније
Током средњег века, због дужине рада, писмени људи су већ читали сажетке, а не само дело, које је било заморно за копирање, скупо и захтевало је много простора за складиштење. Вероватно током овог периода, ако не и раније, рукописи су почели да се губе без замене. Ренесанса је била време интензивног препорода; становништво је открило да је Ливијево дело изгубљено и велике количине новца промениле руке у журби за прикупљањем ливијских рукописа. Песник Бекадели је продао сеоску кућу за финансирање куповине једног рукописа који је Пођо копирао. Петрарка и папа Никола V покренули су потрагу за сада несталим књигама. Лаурентиус Вала је објавио измењени текст којим је иницирао поље Ливијеве стипендије. Данте о њему високо говори у својој поезији, а Францис I од Француске наручио је обимна уметничка дела која третирају ливијске теме; Рад Никола Макијавелија о републикама, Расправа о Ливију, представљен је као коментар Историје Рима. Поштовање према Ливију се уздигло до великих висина. Валтер Скот извештава у Веверлију (1814) као историјску чињеницу да је Шкот који је учествовао у првом јакобитском устанку 1715. поново ухваћен (и погубљен) јер се, пошто је побегао, ипак задржао близу места свог заточеништва у „нади да ће повратити свој омиљени Тит Ливије“.

## Датуми
Ауторитет који пружа информације из којих се могу закључити могући витални подаци о Ливију је Јевсевије Кесаријски, епископ ране хришћанске цркве. Једно од његових дела било је сажетак светске историје на старогрчком, назван Хроникон, који датира из раног 4. века нове ере. Ово дело је изгубљено осим фрагмената (углавном одломака), али не пре него што су га у целини и делимично превели различити аутори као што је Свети Јероним. Целокупно дело је сачувано у два одвојена рукописа, јерменском и грчком (Christesen and Martirosova-Torlone 2006). Свети Јероним је писао на латинском. Фрагменти на сиријском постоје.
Јевсевијево дело се састоји од две књиге: Хронографије, сажетка историје у аналистичком облику, и Chronikoi Kanones, табеле година и догађаја. Свети Јероним је превео табеле на латински као Chronicon, вероватно додајући неке своје податке из непознатих извора. Ливијеви датуми се појављују у Јеронимовом хроникону.
Главни проблем са информацијама датим у рукописима је што они често дају различите датуме за исте догађаје или различите догађаје, не укључују у потпуности исти материјал, и преформатирају оно што садрже. Датум може бити у Ab Urbe Condita или на Олимпијади или у неком другом облику, као што је старост. Ове варијације су можда настале услед грешке писара или лиценце писара. Неки материјали су уметнути под Јевсевијево окриље.
Тема рукописних варијанти је обимна и специјализована, али се на њој аутори радова о Ливију ретко задржавају. Као резултат, користе се стандардне информације у стандардном извођењу, што даје утисак стандардног скупа датума за Ливија, мада нема таквих датума. Типична претпоставка је рођење у 2. години 180. Олимпијаде и смрт у првој години 199. Олимпијаде, који су кодирани 180.2 односно 199.1. Сви извори користе исту прву Олимпијаду, 776/775–773/772 пне по савременом календару. По сложеној формули (направљеној тако што референтна тачка 0 не пада на границу Олимпијаде), ови кодови одговарају 59. пне за рођење, а 17. години за смрт. У другом рукопису рођење је 180.4, односно 57. године пре нове ере.